# Aurskog-Høland

Poloha samosprávného území na mapě kraje Askerhus

Aurskog-Høland je samosprávné území v kraji Akershus v Norsku. Jedná se o největší část tohoto kraje, pokrývá rozlohu 967 km². Tvoří také součást tradičního kraje Romerike.

## Geografie
Největšími obcemi jsou Aurskog a Bjørkelangen, který představuje administrativní centrum oblasti. Většinu povrchu pokrývají lesy, ale nachází se zde také kvalitní zemědělská půda. Skrz území protékají také dvě řeky, Haldenvassdraget a Hølandselva.

Znak území Aurskog-Høland

## Historie
Území Aurskog-Høland vzniklo v roce 1964 spojením územních jednotek Aurskog a Høland, spojením jejich názvů vznikl také současný název tohoto celku.

## Ekonomika
Nachází se zde důležitá tiskařská společnost PDC Tangen AS a drtiče. V Aurskogu se vyrábí elektromobily.

## Znak území
Znak tohoto území pochází teprve z roku 1983, je na něm vyobrazen rak, tedy živočišný druh, který se zde vyskytuje ve velké hojnoti.